# Tratado de Troyes

Mapa da França depois do Tratado de Troyes.

O Tratado de Troyes (1420), foi assinado no âmbito da Guerra dos cem anos, entre os reis Henrique V de Inglaterra e Carlos VI de França, com o consentimento e apoio de Filipe III, Duque da Borgonha.
O tratado surgiu depois de um cerco levantado por Henrique V a Paris e do assassinato de João o Temerário, Duque da Borgonha, que pôs fim às esperanças francesas de ajuda. As negociações levaram cerca de seis meses e o texto visava o fim do conflito que durava já desde 1337. Com a força das armas do seu lado, Henrique V pôde impor as suas condições. O tratado deserdava o delfim, futuro Carlos VII de França, e nomeava o próprio Henrique, ou os seus descendentes, como herdeiros do trono de França. Em contrapartida, Carlos VI poderia manter a sua dignidade real até à morte. Para firmar este acordo, foi também negociado o casamento de Henrique com a princesa Catarina de Valois, celebrado a 2 de junho do mesmo ano.
De acordo com as disposições do tratado, Henrique VI de Inglaterra foi coroado Rei de França a 16 de dezembro de 1431, na Catedral de Notre-Dame de Paris. No entanto, Henrique VI nunca foi reconhecido pelos franceses e para efeitos práticos, o tratado não serviu de nada, tendo a guerra dos cem anos durado até 1453. Na morte de Carlos VI, o delfim repudiou o tratado e declarou-se Carlos VII de França, renovando as hostilidades.